# Міністерство внутрішніх справ Єгипту
Міністерство внутрішніх справ Єгипту несе відповідальність за правоохоронні органи в Єгипті.
Керує Центральними силами безпеки (325 000 осіб за даними 2007) та прикордонними військами гвардії (12 000 осіб за даними 2007).
Сили прикордонної служби організовано у 18 полків прикордонної охорони. Сили прикордонної служби – це легко озброєні воєнізовані одиниці, в основному бедуїни, відповідальні за спостереження за кордонами, підтримання миру, боротьби з наркотиками та попередження контрабанди.
Наприкінці 1980-х сили оснащені віддаленими датчиками, приладами нічного бачення-біноклями, засобами зв'язку та транспортними засобами, а також швидкісними катерами.
Прикордонні сили колись входили до Міністерства оборони, але у 2007 передано до Міністерства внутрішніх справ.
30 січня 2011 Єгипетські протестувальники взяли в облогу будівлю міністерства внутрішніх справ. Армія провела переговори про врегулювання ситуації з робітниками та протестувальниками, внаслідок чого співробітники Каїру мирно покинули будівлю.